# National Rugby League 1986
La New South Wales Rugby Football League de 1986 fue la 79.ª edición del torneo de rugby league más importante de Australia.

## Formato
Los clubes se enfrentaron en una fase regular de todos contra todos, los seis equipos mejor ubicados al terminar esta fase clasificaron a la postemporada.
Se otorgaron 2 puntos por el triunfo, 1 por el empate y ninguno por la derrota.

## Desarrollo

### Tabla de posiciones
| Pos. | Equipo                        | Encuentros | Encuentros | Encuentros | Encuentros | Tantos | Tantos | Tantos | Puntos |
| Pos. | Equipo                        | PJ         | PG         | PE         | PP         | F      | C      | Dif    | Puntos |
| ---- | ----------------------------- | ---------- | ---------- | ---------- | ---------- | ------ | ------ | ------ | ------ |
| 1    | Parramatta Eels               | 24         | 16         | 1          | 7          | 446    | 280    | +166   | 37     |
| 2    | South Sydney Rabbitohs        | 24         | 15         | 2          | 7          | 353    | 318    | +35    | 36     |
| 3    | Canterbury-Bankstown Bulldogs | 24         | 15         | 1          | 8          | 428    | 264    | +164   | 35     |
| 4    | Manly-Warringah Sea Eagles    | 24         | 14         | 1          | 9          | 476    | 379    | +97    | 33     |
| 5    | Balmain Tigers                | 24         | 13         | 0          | 11         | 403    | 387    | +16    | 30     |
| 6    | North Sydney Bears            | 24         | 13         | 0          | 11         | 362    | 416    | -54    | 30     |
| 7    | St. George Dragons            | 24         | 12         | 1          | 11         | 360    | 402    | -42    | 29     |
| 8    | Penrith Panthers              | 24         | 11         | 1          | 12         | 446    | 394    | +52    | 27     |
| 9    | Eastern Suburbs Roosters      | 24         | 10         | 0          | 14         | 334    | 364    | -30    | 24     |
| 10   | Cronulla-Sutherland Sharks    | 24         | 9          | 1          | 14         | 310    | 464    | -154   | 23     |
| 11   | Canberra Raiders              | 24         | 8          | 1          | 15         | 391    | 413    | -22    | 21     |
| 12   | Western Suburbs Magpies       | 24         | 8          | 1          | 15         | 372    | 538    | -166   | 21     |
| 13   | Illawarra Steelers            | 24         | 7          | 0          | 17         | 310    | 372    | -62    | 18     |

|  | Postemporada. |

### Postemporada

#### Playoff
| 2 de septiembre | Balmain Tigers | 14 - 7 | North Sydney Bears |  |  |

#### Finales clasificatorias
| 6 de septiembre | Manly-Warringah Sea Eagles | 22 - 29 | Balmain Tigers |  |  |

| 7 de septiembre | South Sydney Rabbitohs | 2 - 16 | Canterbury-Bankstown Bulldogs |  |  |

#### Semifinales
| 13 de septiembre | South Sydney Rabbitohs | 11 - 36 | Balmain Tigers |  |  |

| 14 de septiembre | Parramatta Eels | 28 - 6 | Canterbury-Bankstown Bulldogs |  |  |

#### Final Preliminar
| 21 de septiembre | Canterbury-Bankstown Bulldogs | 28 - 16 | Balmain Tigers |  |  |

#### Final
| 28 de septiembre | Parramatta Eels | 4 - 2 | Canterbury-Bankstown Bulldogs | Sydney Cricket Ground, Sídney   |  |
|                  |                 |       |                               | Asistencia: 45.843 espectadores |  |

| Bandera de Australia    |
| Campeón Parramatta Eels |
| Cuarto título           |